# Miguel Alfonso Herrero Javaloyas
Miguel Alfonso Herrero Javaloyas, més conegut com a 'Míchel' (Burjassot, 29 de juliol de 1988), és un futbolista valencià que juga com a migcampista a l'Hèrcules CF.

## Carrera esportiva
Després d'acabar la seva preparació en l'equip de futbol local Burjassot CF, Míchel va començar a jugar professionalment amb el València Mestalla, si bé després d'una sèrie de lesions dels migcampistes de l'equip principal (Rubén Baraja, Eduardo César Daud Gaspar i Manuel Fernandes), va ser cridat per l'entrenador Unai Emery, fent el seu debut en Primera divisió contra el FC Barcelona, jugant 20 minuts en una derrota per 4-0, el 6 de desembre de 2008 (si bé anteriorment havia jugat contra el Club Portugalete en un partit de Copa del Rei, on va marcar).
D'ençà, Michel va començar a aparèixer regularment en les convocatòries d'Unai Emery, si bé normalment eixia des de la banqueta.